# László Cseh
László Cseh (n. 3 decembrie 1985, Budapesta, Republica Populară Ungară) este un înotător maghiar, medaliat olimpic. A participat la 5 ediții ale Jocurilor Olimpice (2004, 2008, 2012, 2016, 2020) în care a câștigat 3 medalii de argint și două medalii de bronz.